# Scipione Casella
Scipione Casella (auch Scipione da Carona; nachweisbar von 1543 bis 1553) war ein italienischer Bildhauer, Stuckateur und Silberschmied.

## Leben
Scipione Casella war der Sohn von Fedele Casella und wurde vermutlich in Carona geboren. Zusammen mit seinem Vater arbeitete er in Palermo in der Werkstatt des Antonello Gagini. 1543 schloss er, zusammen mit seinem Vater, einen Vertrag zu einer Marmorstatue der „Heiligen Cäcilie“ mit Darstellungen ihrer Legende ab. Diese Arbeit wurde offensichtlich nicht vollendet, da sie später von Vincenzo und Fazio Gaggini fertiggestellt wurde.
Im gleichen Jahr erhielt er, zusammen mit Orazio Alfani, den Auftrag, die Gewölbedekoration der Tribüne des Doms auszuführen. Gegen 1547/48 erhielt er eine Zahlung für einen Schrein der „Heiligen Christina“. Neben diesen Arbeiten lässt sich noch das Relief mit einer „Enthauptung des heiligen Johannes des Täufers“ von 1542 nachweisen, die sich im Museo Diocesano di Palermo befindet.
Casella starb vermutlich vor dem März 1553.